# 小林よしのりライジング
小林よしのりライジング（こばやしよしのりライジング）とは、小林よしのりが発行しているブログマガジン。毎週火曜日（月4回）発行。ニコニコ動画チャンネル「小林よしのりチャンネル」のメインコンテンツである、公式WEBマガジンである。
「ゴー宣道場」、及びそのホームページ、「ゴー宣ネット道場」のブログと連動している。

## 内容
基本的に、以下の項目で構成されている。
1. 「ゴーマニズム宣言」…毎週刻一刻と変化する時事問題を取り上げる。「SAPIO」・「SPA!」の「ゴーマニズム宣言」と異なり、漫画を交えず、活字のみによる。1回だけアシスタントの時浦兼が執筆したことがある。
2. 「しゃべらせてクリ!」…「おぼっちゃまくん」の過去の1コマを用いて、ライジング読者が自由にセリフを入れ、物語を作る。
3. 「トンデモ見聞録」…泉美木蘭による現代社会の分析コラム。なお、号によっては、代わりに泉美による体験談「わたくしの人たち」、あるいは小説「正しい宗教のつくり方」が掲載されることがある。
4. 「Q＆Aコーナー」…小林よしのりがライジング読者より投稿された質問に直接答えるコーナー。
5. 「新刊＆メディア情報」…小林よしのりの最新作、あるいはインタビューの掲載情報。
6. 「編集後記」…秘書岸端みなによる「ゴー宣道場」などの告知、あるいは小林よしのりの現況などが記されている。

その他、その号のライジングやゴー宣ネット道場に載せられたブログに関する感想を載せた、読者からのコメント欄が付属している。ただし、購読者でないと、投稿することはできない。
特別寄稿として、「ゴー宣道場」の師範である笹幸恵や、切通理作などによる文章が掲載されたこともある。

## 過去の連載
1. 「今週のAKB48」…AKB48ブームから現代社会を掘り下げる。
2. 「よしりん漫画宝庫」…これまでに小林よしのりが描いてきた作品を1作品ごとに紹介する。
3. 「茶魔ちゃま秘宝館」…おぼっちゃまくんのキャラクターグッズを紹介する。
4. 「もくれんの『ザ・神様！』」…泉美木蘭が日本神話の世界を風刺を交えて語る連載。
5. 「御意見拝聴・よいしょでいこう！」…小林よしのりのアシスタントである時浦兼が、著名な言論人の著書を風刺する。
6. 「ウィキ直し」…漫画家小林よしのりに関するWikipediaのページを、アシスタントの時浦兼が添削し、正しい情報を表示する。
7. 「よしりん企画、その風景」…よしりん企画の仕事場の風景を、1枚の写真と共に紹介する。
8. 「今週の一品」…小林よしのりの愛用品を紹介する。
9. 「今週のよしりん」…秘書岸端みなによる小林よしのりの観察記。現在の「編集後記」にその内容が受け継がれている。

## 書誌情報
過去にその内容の一部が編集され、3冊の本として出版されている。
- 『ニセモノ政治家の見分け方　ゴーマニズム宣言RISING』株式会社幻冬舎、2012年12月20日発行
- 『開戦前夜　ゴーマニズム宣言RISING』株式会社幻冬舎、2013年4月25日発行
- 『小林よしのり　素晴らしき哉、常識』株式会社イースト・プレス、2017年2月28日発行